# Apocheiridium rossicum
Apocheiridium rossicum är en spindeldjursart som beskrevs av Vladimir V. Redikorzev 1935. Apocheiridium rossicum ingår i släktet Apocheiridium och familjen dvärgklokrypare. Inga underarter finns listade i Catalogue of Life.